# دیس‌آرتری
دیس‌آرتری یا (به انگلیسی: Dysarthria) نوعی اختلال تکلم حرکتی است که ناشی از آسیب به نورون‌ها است.
انواع مختلفی دارد.
شل(flaccid)
سفت(spastic)
بی تعادل(ataxic)
کم تحرک(hypokinetic)
پرتحرک(hyperkinetic)
آمیخته(mixed)
مبتلایان به این اختلال باید برای ارزیابی‌های تخصصی به گفتاردرمانگر مراجعه کنند.

## بیماریزایی
دیس‌آرتری اشکال در تکلم و تلفظ اصوات است که اشکال در فعالیت حرکتی‌شکل‌دادن آواها به گفتار است و نه پیدا کردن کلمات یا دستور زبان (برخلاف زبان‌پریشی). برخی از علل آن عبارتند از تومور مغزی، سندرم گیلن باره، فلج مغزی، هیپوترمی، ضربه به سر، بیماری لایم